# Folke Paulsen
Folke Paulsen (* 27. November 1960 in Mannheim) ist ein deutscher Theater-, Film- und Fernseh-Schauspieler.

## Ausbildung
Folke Paulsen absolvierte von 1983 bis 1986 ein Schauspielstudium an der Schauspielschule „Der Kreis“ (Fritz-Kirchhoff-Schule) in Berlin mit der Abschlussprüfung Schauspiel. Anschließend studierte er Gesang und Musik an der Hochschule der Künste in Berlin.
Bundesweit bekannt wurde Folke Paulsen vor allem in der Rolle des Tobias Arnhoff, eines Biologen, der im Forsthaus Falkenau die Tochter des Försters heiratet. Er wirkte aber auch in Spielfilmen mit, wie zum Beispiel in Härte (2015) von Rosa von Praunheim.

## Theater
- 2002–2003: Grips Theater Berlin
- 2000–2002: Eduard-von Winterstein-Theater, Annaberg-Buchholz; Naturtheater Greifensteine
- seit 1994: freiberuflich: Gastverträge u. a. Landestheater Rudolstadt, Hans-Otto-Theater Potsdam, Theater des Westens Berlin, Kleist-Theater Frankfurt (Oder)
- Der Schut-Kara Nirwan – Der Schut (Karl May/Lattwesen) – Regie: Klaus Hagen Lattwesen
- Santer – Winnetou (nach Karl May) – Regie: Herbert Graedtke
- Arno – Creeps (Lutz Hübner) – Regie: Jürgen Zielinski
- Jago – Othello (Shakespeare) – Regie: Jürgen Zielinski
- Robin Hood – Robin Hood (Robert Strauß) – Regie: Robert Strauß
- Sweeney Todd – Sweeney Todd (Stephen Sondheim) – Regie: Manfred Dietrich
- Jon – Shakespeares sämtliche Werke (Long u. a.) – Regie: Ullrich Schwarz
- Cyrano – Cyrano de Bergerac (Rostand/Pavel Kohout) – Regie: Steffen Kaiser
- Störtebeker – Störtebeker (Tettenborn) – Regie: Christian Wölffer

## Filmografie
- 1985: Liebling Kreuzberg
- 1987: Stadtromanzen
- 1988: Der Bettler vom Kurfürstendamm
- 1988: Miese Tour
- 1990: Praxis Bülowbogen
- 1991: The Wild Party
- 1994: Alle meine Töchter
- 1995–1999: Forsthaus Falkenau
- 1999: Hinter Gittern – Der Frauenknast
- 1999: Mallorca – Suche nach dem Paradies
- 2000: Unser Charly – Reingelegt
- 2015: Härte
- 2019: Çukur - Folge 3x13 (80. Folge) - Türkische Fernsehserie